# Houston Comets
Les Houston Comets són un equip de la WNBA, la lliga de bàsquet femení professional dels Estats Units, que té la seu a la localitat de Houston, a Texas. Fou creat el 1997, sent un dels equips fundadors de la lliga, i va arribar a guanyar els 4 primers campionats que es van disputar, entre el 1997 i el 2000.
És l'equip germà dels Houston Rockets de l'NBA, amb els quals comparteixen pavelló de joc, el Toyota Center.

## Història
Les Comets són un dels equips fundadors de la WNBA. La seva primera temporada, no va poder ser millor, van derrotar a les New York Liberty a les finals, aconseguint el seu primer títol de campiones. Quan la lliga es va expandir amb nous equips, van ser enviades de la Conferència Est a l'Oest. El 1998 van guanyar el segon títol, en guanyar a les finals, que ja es van disputar al millor de tres partits, a les Phoenix Mercury.
El 1999, liderades per les denominades The Big Three (les tres grans, Sheryl Swoopes, Cynthia Cooper i Tina Thompson), van aconseguir un altre campionat, remuntant en el segon partit que les hauria deixat com a subcampiones d'haver encistellat en els últims segons contra les New York Liberty, per acabar guanyant el tercer i definitiu partit.
La temporada 2000 van tornar a arribar a les finals, i va tornar a ser contra les Liberty, derrotant-les per 2 a 0, i guanyant el seu quart títol consecutiu. Però la retirada de Cinthia Cooper l'any següent va fer que l'equip no passes dels quarts de final, de la mateixa manera que l'any següent. Després d'això van tornar a arribar a les finals de Conferència l'any 2005 on van perdre contra les Sacramento Monarchs.
Després de la temporada 2006, l'equip fou posat en venda, i va ser adquirit pel seu actual propietari, Hilton Coch, i la primera mesura que va prendre va ser nomenar entrenadora i manager general a Karleen Thompson.

## Trajectòria
Nota: G: Partits guanyats P:Partits perduts %:percentatge de victòries
| Temporada | G  | P  | %    | Play-offs                      |
| --------- | -- | -- | ---- | ------------------------------ |
| 1997      | 18 | 10 | .643 | Campiones de la WNBA           |
| 1998      | 27 | 3  | .900 | Campiones de la WNBA           |
| 1999      | 26 | 6  | .813 | Campiones de la WNBA           |
| 2000      | 27 | 5  | .844 | Campiones de la WNBA           |
| 2001      | 19 | 13 | .594 | Perden a la primera ronda      |
| 2002      | 24 | 8  | .750 | Perden a la primera ronda      |
| 2003      | 20 | 14 | .588 | Perden a la primera ronda      |
| 2004      | 13 | 21 | .382 |                                |
| 2005      | 19 | 15 | .559 | Perden la final de Conferència |
| 2006      | 18 | 16 | .529 | Perden a la primera ronda      |